# Józef Czikel
Józef Adolf Czikel (ur. 7 lutego 1873 w Stanisławowie, zm. 7 kwietnia 1973 w Wiedniu) – generał dywizji Wojska Polskiego, kawaler Orderu Virtuti Militari.

## Życiorys
W 1900 roku ukończył Terezjańską Akademię Wojskową w Wiener Neustadt. Od 1 listopada 1915 roku do 1 listopada 1916 roku dowodził 56 pułkiem piechoty, a później był szefem sztabu Okręgu Wojskowego w Koszycach.
Od lutego 1919 roku do marca 1920 roku pełnił funkcję szefa sztabu Dowództwa Okręgu Generalnego „Kraków”. 25 maja 1919 roku został formalnie przyjęty do Wojska Polskiego z zatwierdzeniem posiadanego stopnia pułkownika ze starszeństwem z dniem 1 listopada 1915 roku. W marcu 1920 roku objął dowództwo 8 Dywizji Piechoty. Na tym stanowisku 1 maja 1920 roku został zatwierdzony z dniem 1 kwietnia 1920 roku w stopniu generała podporucznika w grupie oficerów byłej armii austro-węgierskiej.
W czerwcu tego roku wyznaczony został na stanowisko zastępcy szefa Departamentu I Ministerstwa Spraw Wojskowych, a w grudniu został szefem tego departamentu. We wrześniu 1921 powierzono mu funkcję Szefa Administracji Armii. 3 maja 1922 roku został zweryfikowany w stopniu generała dywizji ze starszeństwem z dniem 1 czerwca 1919 roku w korpusie generałów.
25 sierpnia 1922 roku Naczelnik Państwa i Naczelny Wódz mianował go z dniem 10 września tego roku dowódcą Okręgu Korpusu Nr V w Krakowie. W 1923 przyczynił się do budowy Domu Żołnierza w Krakowie.
15 listopada 1923 roku Prezydent RP zwolnił go z zajmowanego stanowiska. Zwolnienie miało bezpośredni związek z udziałem wojska w „wypadkach krakowskich”. Z dniem 30 czerwca 1924 roku został przeniesiony w stan spoczynku „z powodu trwałej niezdolności do służby wojskowej stwierdzonej na podstawie przeprowadzonej superrewizji”. Wyrokiem Wojskowego Sądu Okręgowego Nr V w Krakowie z dnia 30 kwietnia 1925 roku został skazany na trzy miesiące twierdzy. Prezydent RP odrzucił jego prośbę o darowanie kary, której wykonanie sąd odroczył z powodu złego stanu zdrowia w jakim się wówczas znajdował.
Mieszkał w Krakowie przy ul. Wolskiej 24. W czasie okupacji niemieckiej podpisał volkslistę i wyjechał do Wiednia, zmarł tamże 7 kwietnia 1973 roku.

## Opinia marszałka Józefa Piłsudskiego
Najprawdopodobniej w grudniu 1922 ówczesny przewodniczący Ścisłej Rady Wojennej, marszałek Józef Piłsudski, sporządził opinie o 96 generałach pozostających w służbie czynnej. Generała Józefa Czikla scharakteryzował w sposób następujący: Typ generała, który należy wyplenić za wszelką cenę z wojsk polskich. Kłócić się będzie zawsze ze wszystkimi, z braku laku intrygować przeciwko własnemu ordynansowi. W kłótni zapomni o wszystkiem: o ambicji i honorze innych, jak i o własnym. Nieznośny typ oficera z armji zaborczych, który był ze służalczą dyscypliną w armjach dawnych, w polskiej zaś żąda takiejże dyscypliny od podwładnych, a od siebie niczego nie wymaga. Zdatny jedynie do wyrzucenia z wojska. Nic więcej o nim powiedzieć nie mogę.

## Ordery i odznaczenia
- Krzyż Srebrny Orderu Wojskowego Virtuti Militari nr 5273 – 24 marca 1922[11]
- Krzyż Walecznych – 1921[12]
- Oficer Legii Honorowej (Francja, zezwolenie Naczelnika Państwa w 1922)[13]
- Kawaler Orderu Korony Żelaznej III klasy z mieczami i dekoracją wojenną[14]
- Krzyż Zasługi Wojskowej (Austro-Węgry, 1916)[15]
- Srebrny Medal Zasługi Wojskowej z mieczami na wstędze Krzyża Wojskowego (Austro-Węgry)[14]
- Krzyż Wojskowy Karola[14]
- Medal Jubileuszowy Pamiątkowy dla Sił Zbrojnych i Żandarmerii[14]
- Krzyż Jubileuszowy Wojskowy[14]